# El Ciprés, Chamula
El Ciprés är en ort i Mexiko.   Den ligger i kommunen Chamula och delstaten Chiapas, i den sydöstra delen av landet, 700 km öster om huvudstaden Mexico City. El Ciprés ligger 2 409 meter över havet och antalet invånare är 260.
Terrängen runt El Ciprés är huvudsakligen kuperad, men västerut är den bergig. Runt El Ciprés är det tätbefolkat, med 550 invånare per kvadratkilometer. Närmaste större samhälle är San Cristóbal de las Casas, 10,9 km sydost om El Ciprés. I omgivningarna runt El Ciprés växer huvudsakligen savannskog.